# Mitsuo Tsukahara
Mitsuo Tsukahara (en japonès: 塚原 光男; transliteració: Tsukahara Mitsuo) (Tòquio, Japó, 1947) és un gimnasta artístic japonès, ja retirat, guanyador de nou medalles olímpiques.

## Biografia
Va néixer el 22 de desembre de 1947 a la ciutat de Tòquio, capital del Japó. Es casà amb la gimnasta Chieko Oda, amb la qual tingué el gimnasta i medallista olímpic Naoya Tsukahara.
El novembre de 2009 fou guardonat amb la Medalla del Galó Daurat, concedit pel govern japonès.

## Carrera esportiva
Va participar, als 20 anys, als Jocs Olímpics d'Estiu de 1968 realitzats a Ciutat de Mèxic (Mèxic), on va aconseguir guanyar la medalla d'or en la prova masculina per equips, a més de finalitzar quart en la prova d'exercici de terra i anelles (amb els quals aconseguí sengles diplomes olímpics) com a resultats més destacats.
En els Jocs Olímpics d'Estiu de 1972 realitzats a Múnic (Alemanya Occidental) aconseguí guanyar tres medalles: dues medalles d'or en les proves d'equips i barra fixa, i una medalla de bronze en la prova d'anelles. Com a resultat més destacats, a banda d'aquests èxits, fou la vuitena plaça aconseguida en la final individual.
En els Jocs Olímpics d'Estiu de 1976 realitzats a Mont-real (Canadà), la seva última participació olímpica, aconseguí guanyar cinc medalles: la medalla d'or en la prova per equips (la seva tercera medalla d'or consecutiva en la prova per equips) i en la prova de barra fixa; la medalla de plata en la prova de salt sobre cavall i la medalla de bronze en la prova individual i en les barres paral·leles.
Al llarg de la seva carrera esportiva aconseguí guanyar sis medalles en el Campionat del Món de gimnàstica artística, entre elles quatre medalles d'or.
Una vegada retirat fou vicepresident de l'Associació de Gimnàstica del Japó.